# Beat (biskup)
Beat (fl. IX w.) – biskup Seo de Urgel od 849.